# Visby valkrets
Visby valkrets var i riksdagsvalen till andra kammaren 1866–1884 samt 1896–1908 en egen valkrets med ett mandat. Från vårvalet 1887 till valet 1893 ingick Visby i stället i Visby och Borgholms valkrets. Vid andrakammarvalet 1911 slogs Visby stads valkrets samman med de övriga två valkretsar som Gotland var uppdelat i och bildade Gotlands läns valkrets.

## Riksdagsledamöter
- Carl Johan Bergman (1867–1868)
- Rudolf Cramér (1869)
- Ernst Leijer (1870–1878)
- August Bokström, lmp (1879–1887)

För höstsessionen 1887–1896, se Visby och Borgholms valkrets
- Emil Poignant, lmp (1897–1899)
- Knut Henning Gezelius von Schéele, mod r 1903–1905, nfr 1906–1911 (1900–1911)

## Valresultat

### 1896
| Andrakammarvalet i Sverige 1896: Visby valkrets | Andrakammarvalet i Sverige 1896: Visby valkrets | Andrakammarvalet i Sverige 1896: Visby valkrets | Andrakammarvalet i Sverige 1896: Visby valkrets | Andrakammarvalet i Sverige 1896: Visby valkrets |
| Kandidat                                        | Kandidat                                        | Röster                                          | Röster                                          | Röster                                          |
| Kandidat                                        | Kandidat                                        | Antal                                           | %                                               | +− %                                            |
| ----------------------------------------------- | ----------------------------------------------- | ----------------------------------------------- | ----------------------------------------------- | ----------------------------------------------- |
|                                                 | Emil Poignant                                   | 190                                             | 73,1                                            |                                                 |
|                                                 | Metodistpredikanten Vik                         | 64                                              | 24,6                                            |                                                 |
|                                                 | Övriga kandidater                               | 6                                               | 2,3                                             | —                                               |
| Antal giltiga röster                            | Antal giltiga röster                            | 260                                             |                                                 |                                                 |
| Kasserade röster                                | Kasserade röster                                | 0                                               |                                                 |                                                 |
| Totalt                                          | Totalt                                          | 260                                             |                                                 |                                                 |

Valdeltagandet var 42,5%.

### 1899
| Andrakammarvalet i Sverige 1899: Visby valkrets | Andrakammarvalet i Sverige 1899: Visby valkrets | Andrakammarvalet i Sverige 1899: Visby valkrets | Andrakammarvalet i Sverige 1899: Visby valkrets | Andrakammarvalet i Sverige 1899: Visby valkrets |
| Kandidat                                        | Kandidat                                        | Röster                                          | Röster                                          | Röster                                          |
| Kandidat                                        | Kandidat                                        | Antal                                           | %                                               | +− %                                            |
| ----------------------------------------------- | ----------------------------------------------- | ----------------------------------------------- | ----------------------------------------------- | ----------------------------------------------- |
|                                                 | Knut Henning Gezelius von Schéele               | 185                                             | 53,2                                            |                                                 |
|                                                 | O. Melin                                        | 163                                             | 46,8                                            |                                                 |
| Antal giltiga röster                            | Antal giltiga röster                            | 348                                             |                                                 |                                                 |
| Kasserade röster                                | Kasserade röster                                | 1                                               |                                                 |                                                 |
| Totalt                                          | Totalt                                          | 349                                             |                                                 |                                                 |

Valet ägde rum den 8 september 1899. Valdeltagandet var 54,5%.

### 1902
| Andrakammarvalet i Sverige 1902: Visby valkrets | Andrakammarvalet i Sverige 1902: Visby valkrets | Andrakammarvalet i Sverige 1902: Visby valkrets | Andrakammarvalet i Sverige 1902: Visby valkrets | Andrakammarvalet i Sverige 1902: Visby valkrets |
| Kandidat                                        | Kandidat                                        | Röster                                          | Röster                                          | Röster                                          |
| Kandidat                                        | Kandidat                                        | Antal                                           | %                                               | +− %                                            |
| ----------------------------------------------- | ----------------------------------------------- | ----------------------------------------------- | ----------------------------------------------- | ----------------------------------------------- |
|                                                 | Knut Henning Gezelius von Schéele               | 158                                             | 71,5                                            | ▲18,3                                           |
|                                                 | O. Melin                                        | 63                                              | 28,5                                            | ▼18,3                                           |
| Antal giltiga röster                            | Antal giltiga röster                            | 221                                             |                                                 |                                                 |
| Kasserade röster                                | Kasserade röster                                | 1                                               |                                                 |                                                 |
| Totalt                                          | Totalt                                          | 222                                             |                                                 |                                                 |

Valet ägde rum den 5 september 1902. Valdeltagandet var 28,5%.

### 1905
| Andrakammarvalet i Sverige 1905: Visby valkrets | Andrakammarvalet i Sverige 1905: Visby valkrets | Andrakammarvalet i Sverige 1905: Visby valkrets | Andrakammarvalet i Sverige 1905: Visby valkrets | Andrakammarvalet i Sverige 1905: Visby valkrets |
| Kandidat                                        | Kandidat                                        | Röster                                          | Röster                                          | Röster                                          |
| Kandidat                                        | Kandidat                                        | Antal                                           | %                                               | +− %                                            |
| ----------------------------------------------- | ----------------------------------------------- | ----------------------------------------------- | ----------------------------------------------- | ----------------------------------------------- |
|                                                 | Knut Henning Gezelius von Schéele               | 289                                             | 75,1                                            | ▲3,6                                            |
|                                                 | Närmaste kandidat                               | 96                                              | 24,9                                            |                                                 |
| Antal giltiga röster                            | Antal giltiga röster                            | 385                                             |                                                 |                                                 |
| Kasserade röster                                | Kasserade röster                                | 2                                               |                                                 |                                                 |
| Totalt                                          | Totalt                                          | 387                                             |                                                 |                                                 |

Valet ägde rum den 8 september 1905. Valdeltagandet var 40,8%.

### 1908
| Andrakammarvalet i Sverige 1908: Visby valkrets | Andrakammarvalet i Sverige 1908: Visby valkrets | Andrakammarvalet i Sverige 1908: Visby valkrets | Andrakammarvalet i Sverige 1908: Visby valkrets | Andrakammarvalet i Sverige 1908: Visby valkrets |
| Kandidat                                        | Kandidat                                        | Röster                                          | Röster                                          | Röster                                          |
| Kandidat                                        | Kandidat                                        | Antal                                           | %                                               | +− %                                            |
| ----------------------------------------------- | ----------------------------------------------- | ----------------------------------------------- | ----------------------------------------------- | ----------------------------------------------- |
|                                                 | Knut Henning Gezelius von Schéele               | 146                                             | 97,3                                            | ▲22,2                                           |
|                                                 | Närmaste kandidat                               | 3                                               | 2,0                                             |                                                 |
|                                                 | Övriga kandidater                               | 1                                               | 0,7                                             | —                                               |
| Antal giltiga röster                            | Antal giltiga röster                            | 150                                             |                                                 |                                                 |
| Kasserade röster                                | Kasserade röster                                | 1                                               |                                                 |                                                 |
| Totalt                                          | Totalt                                          | 151                                             |                                                 |                                                 |

Valet ägde rum den 12 september 1908. Valdeltagandet var 16,8%.